# Jens Grahl
Jens Grahl (Stuttgart, Alemania Occidental, 22 de septiembre de 1988) es un futbolista alemán. Juega de guardameta y su equipo es el Eintracht Fráncfort de la Bundesliga.

## Trayectoria
Grahl fichó por el TSG Hoffenheim en 2009 proveniente del SpVgg Greuther Fürth, hasta ese entonces solo jugó en equipos reservas. Fue cedido al SC Paderborn 07 en la temporada 2011-12. Debutó en la Bundesliga el 7 de diciembre de 2013 ante el Eintracht Fráncfort, fue victoria por 1-2.
Fichó por el VfB Stuttgart en la temporada 2016-17 y permaneció en este club hasta que en julio de 2021 firmó con el Eintracht Fráncfort.

## Clubes
| Club                       | País     | Año           |
| -------------------------- | -------- | ------------- |
| SpVgg Greuther Fürth II    | Alemania | 2006-2007     |
| SpVgg Greuther Fürth       | Alemania | 2007-2009     |
| TSG Hoffenheim             | Alemania | 2009-2016     |
| SC Paderborn 07 (préstamo) | Alemania | 2011-2012     |
| VfB Stuttgart              | Alemania | 2016-2021     |
| Eintracht Fráncfort        | Alemania | 2021-presente |

## Palmarés

### Títulos nacionales
| Título        | Club          | País     | Año     |
| ------------- | ------------- | -------- | ------- |
| 2. Bundesliga | VfB Stuttgart | Alemania | 2016-17 |

### Títulos internacionales
| Título                 | Equipo              | Sede | Año     |
| ---------------------- | ------------------- | ---- | ------- |
| Liga Europa de la UEFA | Eintracht Fráncfort | UEFA | 2021-22 |